# Nina et le Secret du hérisson
Pour plus de détails, voir Fiche technique et Distribution.
Nina et le Secret du hérisson est un film d'animation français réalisé par Alain Gagnol et Jean-Loup Felicioli et sorti en 2023.

## Fiche technique
- Titre original : Nina et le secret du hérisson
- Réalisation : Alain Gagnol et Jean-Loup Felicioli
- Scénario : Alain Gagnol
- Création graphique : Jean-Loup Felicioli
- Montage : Sylvie Perrin
- Musique : Serge Besset
- Chefs animation : Alain Gagnol et David Degrande
- Chefs décors : Jean-Loup Felicioli et François Spreutels
- Production : Jérôme Duc-Maugé, Pierre Urbain et David Mouraire
- Société de production : Parmi Les Lucioles Films et Doghouse Films
- Société de distribution : KMBO
- Pays de production :  France
- Langue originale : français
- Genre : animation
- Durée : 78 minutes
- Dates de sortie : 
  - France : 
    - 12 juin 2023 (Annecy)
    - 11 octobre 2023 (en salles)

## Distribution
- Loan Longchamp : Nina
- Keanu Peyran : Mehdi
- Audrey Tautou : Camille, la mère de Nina
- Guillaume Canet : Vincent, le père de Nina
- Saabo Balde : Sami, le frère de Mehdi
- Guillaume Bats : le hérisson
- Patrick Ridremont : Lupin, le gardien de l'usine
- Hugues Boucher : Gustavo, le patron de l'usine
- Julie Carli : Madame Kovacs
- Noé Chabbat : Mehdi, petit
- Nada El Belkasmi : Nadia
- Ève Lorrain : Nina, petite
- Saeed Mirzaei Fard : Yassine